# Olivier Dollfus
Pour les articles homonymes, voir Dollfus.
Olivier Dollfus, né le 12 février 1931 à Paris où il est mort le 1er février 2005, était un géographe français.

## Biographie
Il est agrégé de géographie (1954) puis soutient une thèse sur les massifs montagneux des Andes.
Il est professeur à la Sorbonne, puis à l'Université Paris 7 à partir 1967.
Olivier Dollfus se passionne depuis le début des années 1980 pour l'interdisciplinarité universitaire. Cette approche lui permet de proposer, le premier, une vision globale du monde, le fameux « Système Monde », il introduit aussi le concept d'archipel mégalopolitain mondial. Fernand Braudel avait décrit les « économies monde », mais il laissait de côté toutes sortes d'aspects et de territoires. Dollfus intègre tout ; c'est une approche « systémique ».
Il est l'auteur de L'Espace géographique (1970) dont le titre est repris par la revue universitaire créée en 1972 où s'exprime toute la nouvelle vague de la géographie française, Roger Brunet au premier chef. Dollfus collabore activement avec Brunet ; ils cosignent notamment en 1990 Mondes nouveaux.
Il publie Géographes, génération 1930, à propos de Roger Brunet, Paul Claval, Olivier Dollfus, François Durand-Dastès, Armand Frémont, Fernand Verger, en 2009, qui constitue une mise en perspective de sa vie professionnelle parmi ses collègues, au sein de la revue Espace géographique, ainsi qu'une réflexion sur Jean Dresch et Pierre Gourou.
En 1984, il fonde avec Michel Vernières et Michel Beaud le GEMDEV pour répondre aux besoins de discussion entre disciplines scientifiques et d'adopter une démarche comparative dans un contexte de mondialisation.

## Activités de recherche et réception de son œuvre

### Recherches
Ses apports concernent la notion de mondialisation. Il insiste sur le fait que cette notion est souvent qualifiée de « bouc émissaire » car elle tend à expliquer des réalités mal connues. Pour sa part, il la fait correspondre simplement à l'échange généralisé entre les différentes parties du monde. Il ajoute à cela qu'elle est marquée par l'importance de la vitesse de circulation notamment de l'information. Il s'intéresse à la mondialisation, marque selon lui de l'histoire de l'humanité, et indique que « le temps du monde fini commence » selon le titre d'une de ses publications dans la revue Actuelle. Il précise en outre qu'il y a un changement majeur de la perception du monde lié à cette mondialisation. Par exemple, on a tendance à penser que les éléments du passé pèsent et conditionnent en partie la situation actuelle et future et expriment une certaine « viscosité géographique des lieux ».

### Réception de son œuvre
Dans la Préface de la 3e édition de La Mondialisation, d'Olivier Dollfus, le géographe Jacques Lévy décrit ce travail comme une introduction à un nouveau mode de pensée qui rend désormais possible une intelligence concrète et conceptuelle du phénomène très complexe de mondialisation. Il reconnait dès lors à l'inventeur, dès 1984, du « système-monde », son caractère novateur. De plus, il le place dans cette préface non pas seulement comme passif face à la science qu'est la géographie mais comme étant actif dans ce domaine qui ne cesse d'évoluer.
L'ouvrage de mélanges, La Vie Scientifique : Olivier Dollfus : un homme tout terrain, souligne le rôle qu'a mené Olivier Dollfus dans la discipline géographique. 

## Parcours
- Agrégation en 1954, doctorat d'État en 1964, Paris, dirigé par Jean Dresch et Pierre Birot.
- Géomorphologie des Andes centrales du Pérou et leurs piémonts. Thèse secondaire : Le Pérou.
- Introduction géographique à l’étude du développement.
- Conseiller culturel à l'Ambassade de France de Lima (1957-1962), puis premier directeur de l'Institut Français d'Études Andines (1967-1972).
- Professeur à l'Université de Strasbourg (1964-1967), à la Sorbonne et à l'Université Paris-Diderot (1967-2000).
- Conseiller des Affaires Etrangères (1963-1971).
- Président du Conseil scientifique du Parc national des Écrins (1982-1988).
- Président du GIS GEMDEV (1990-1998).

## Publications
- (1968), Le Pérou, Que sais-je ?, PUF
- (1970), L'espace géographique, Que sais-je ?, PUF.
- (1981), El reto del espacio andino, Lima, Instituto de Estudios Peruanos.
- (1984), Le système monde. Proposition pour une étude de géographie, Actes du Géopoint. Systèmes et localisations, Université d'Avignon, 1984, pp. 231–240.
- (1990), Système Monde, 2e partie de Géographie universelle Tome 1 (signé R. Brunet et O. Dollfus), Belin, Paris.
- (1993), État des savoirs sur le développement. Trois décennies de sciences sociales en langue française (articles de C. Choquet, Olivier Dollfus, E. Le Roy et M. Vernières, Philippe Marchesin, Paris, Karthala.(fr)
- (2007), La mondialisation, Presses de Sciences Po, 3e édition.